# Édifice gallo-romain heptagonal de Juillé
La Tour des remparts est un édifice et un site archéologique situé à Juillé, au lieu-dit le Vieux Château, dans le département de la Sarthe. Il est aussi appelé le « logis Du Gesclin ». Il abrite la mairie de la commune.

## Description
L'édifice principal est une tour heptagonale de structure gallo-romaine. Y est accolé un corps de logis de la fin du Moyen-Âge, ainsi qu'un logis plus moderne

## Historique
L'édifice gallo-romain aurait été édifié à l'emplacement de thermes du Ier siècle. Le logis médiéval date lui du XIIe siècle, remanié au XIIIe siècle puis au XIVe siècle.
Bertrand du Guesclin y aurait logé la veille de la bataille de Pontvallain en 1370.
La tour fait l'objet d'un classement au titre des monuments historiques depuis le 8 décembre 1988, le logis fait l'objet d'une inscription au titre des monuments historiques par arrêté du 6 juin 2016.
En novembre 2018, après restauration, le logis devient la mairie de la commune.